# California State Route 67
Pour les articles homonymes, voir Route 67.
La California State Route 67 est une route de l'État de Californie, aux États-Unis. Orientée nord-sud, elle se situe dans le comté de San Diego. Elle relie l'Interstate 8 (au niveau d'El Cajon) à la California State Route 78 (au niveau de Ramona).